# Rodolfo Navarrete Tejero
Rodolfo Navarrete Tejero (* 1938) ist ein ehemaliger mexikanischer Diplomat. Er war von 1974 bis 1976 der erste Botschafter der Vereinigten Mexikanischen Staaten in der DDR.

## Leben
Seine Tochter Sylvia Navarrete ist Kunstkritikerin. Am 5. April 1974 nahm der Stellvertreter des Vorsitzenden des Staatsrates der DDR, Friedrich Ebert, das Beglaubigungsschreiben entgegen. Nach über zweijähriger Tätigkeit in der DDR wurde er am 16. August 1976 vom Vorsitzenden des Staatsrates der DDR, Willi Stoph, zum Abschiedsbesuch empfangen. 1979 war Rodolfo Navarrete Tejero Generalkonsul in Paris.

## Veröffentlichungen
- El derecho a la revolución: los hechos como creadores de normas, 1945, 54 S.
- El mago Losange, 1957.

| Vorgänger                | Amt                                                                                              | Nachfolger                          |
| ------------------------ | ------------------------------------------------------------------------------------------------ | ----------------------------------- |
| Gustavo Ortiz Hernán     | Geschäftsträger an der mexikanischen Botschafter in Tel Aviv 28. September 1959 bis 1. März 1960 | Héctor Cruz Manjarrez Moreno        |
| Mauro Gómez Peralta      | Mexikanischer Botschafter in Warschau 17. April 1971 bis 1. März 1974                            | Luis G. Zorrilla Ochoa              |
| —                        | Mexikanischer Botschafter in Berlin 1974–1976                                                    | Guillermo Corona Muñoz              |
| Francisco Cuevas Cancino | Mexikanischer Botschafter bei der UNESCO 24. September 1976 bis 11. Mai 1977                     | Porfirio Muñoz Ledo                 |
| Bernardo Reyes Morales   | Mexikanischer Botschafter in Kopenhagen 10. Mai 1977 bis 20. Juni 1978                           | Rafael del Villar Toledo            |
| Manuel Alcalá Anaya      | Mexikanischer Botschafter in Helsinki 29. März 1983 bis 5. Oktober 1987                          | José Carlos Manuel González Parrodi |